# Joachim Kühn
Joachim Kühn (* 15. března 1944) je německý jazzový klavírista. Narodil se v Lipsku a svou kariéru zahájil v první polovině šedesátých let s vlastním freejazzovým triem. V roce 1965 emigroval do Západního Německa, kde se svým starším bratrem Rolfem Kühnem založil kvartet. V roce 1995 složil jazzovou symfonii Europeana: Jazzfony No. 1. Během své kariéry nahrál řadu vlastních alb a spolupracoval s dalšími hudebníky, mezi které patří například Archie Shepp, Chris Potter, Gunter Hampel nebo Ornette Coleman.